# Ruta 8 (Uruguay)

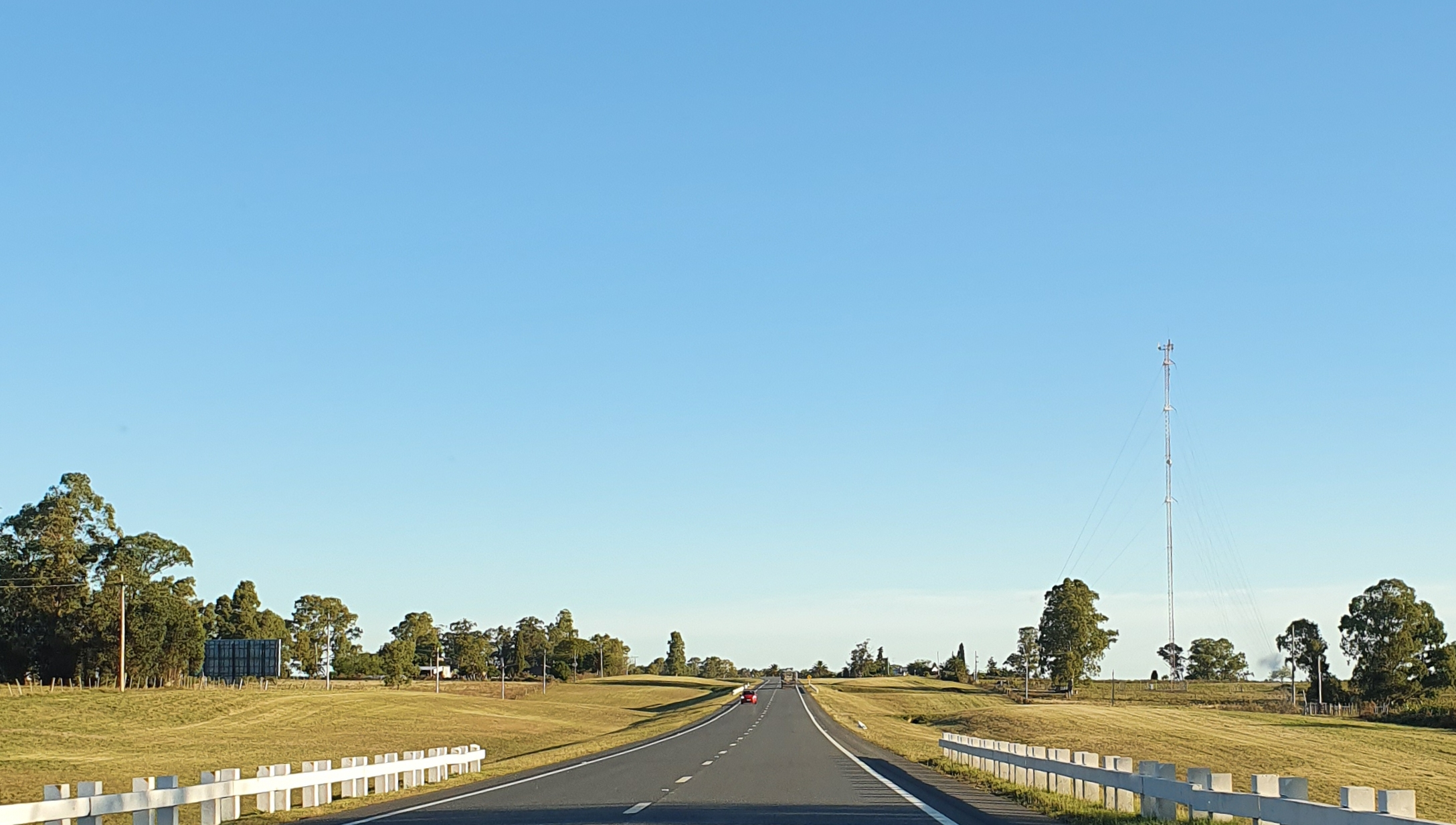
Ruta 8 a la altura del km 186 en el departamento de Lavalleja

La ruta 8 es una de las rutas nacionales de Uruguay. Recorre el país de sur a norte, atravesando los departamentos de Montevideo, Canelones, Lavalleja, Treinta y Tres y Cerro Largo. Fue designada con el nombre del Brigadier General Juan Antonio Lavalleja, por ley 14361 del 17 de abril de 1975.

## Trazado
Esta carretera comienza su recorrido como tal en el barrio de Punta de Rieles de Montevideo , si bien su kilómetro cero se ubica en la Plaza Cagancha en el centro de la ciudad de Montevideo, y termina en la localidad de Aceguá, en el departamento de Cerro Largo junto a la frontera con Brasil, enlazando con la ruta BR-153.
La ruta 8 atraviesa tres capitales departamentales: Minas, Treinta y Tres y Melo y se comunica con otras ciudades a través de entronques con: ruta 11, ruta 9 y ruta 26 entre otras.
Durante cierto tiempo, tal trazado recibió la denominación de Camino Maldonado. Es por eso que en Montevideo, en la actualidad sigue haciéndose referencia a tal trazado como Camino Maldonado. 

## Principales localidades que une
- Departamento de Montevideo: Montevideo.
- Departamento de Canelones: Barros Blancos, Pando, Empalme Olmos.
- Departamento de Lavalleja: Solís de Mataojo, Minas, Mariscala, Pirarajá y José Pedro Varela.
- Departamento de Treinta y Tres: Treinta y Tres.
- Departamento de Cerro Largo: Arbolito, Melo, Isidoro Noblía y Aceguá

## Peajes
A lo largo de esta carretera hay instalado un puesto de peaje:
| Nombre    | Departamento | Ubicación  | Concesionario                      |
| --------- | ------------ | ---------- | ---------------------------------- |
| Soca      | Canelones    | km 50.500  | Camino a las Sierras S.A.          |
| Cebollatí | Lavalleja    | km 206.250 | Corporación Vial del Uruguay (CVU) |

## Características
Sólo el primer tramo de la ruta es doble vía, desde Montevideo hasta el kilómetro 50, En el Peaje Soca, luego continúa como una ruta simple muy bien mantenida en cuanto a su señalización y con banquinas anchas en buen estado, la ruta está en excelentes condiciones para el tránsito. Hasta la ciudad de Minas el tipo de pavimento es asfalto principalmente. 
Estado y tipo de construcción de la carretera según el tramo 
| Tramo                              | Tipo de Red            | Tipo de Construcción   | Estado    |
| ---------------------------------- | ---------------------- | ---------------------- | --------- |
| Punta de Rieles (Montevideo)-Pando | Corredor Internacional | Hormigón               | Muy bueno |
| Pando-Empalme Ruta 9               | Corredor Internacional | Carpeta asfáltica      | Muy bueno |
| Empalme Ruta 9-Minas               | Corredor Internacional | Carpeta asfáltica      | Muy Bueno |
| Minas-Treinta y Tres               | Corredor Internacional | Carpeta asfáltica      | Muy bueno |
| Treinta y Tres-Melo                | Red Primaria           | Tratamiento bituminoso | Muy bueno |
| Melo-Aceguá                        | Red Primaria           | Tratamiento bituminoso | Muy bueno |

### Obras

#### Intercambiador ruta 11
En 2005 se inauguró un intercambiador en el empalme de rutas 8 y 11
La estructura de 80 metros de largo articula un flujo de entre 2500 y 3000 vehículos diariamente. El grueso se registra en los meses de temporada estival por ser pasaje hacia el este e ingreso a Atlántida que es el principal balneario de Canelones.

#### By Pass de Pando
En diciembre de 2012 quedó inaugurado la obra conocida como bypass Pando, la cual comprende tres kilómetros y medio de ruta nueva, que se ejecutaron a partir de la intersección de la ruta 101 y la ruta 8. Posee tres rotondas y culmina en la ruta 8, donde se encuentra el Polo Tecnológico de Pando (antes del puente sobre el arroyo Pando). Las tres rotondas corresponden a los cruces con la ruta 101, Avenida España y la rotonda de conexión con el antiguo trazado. Los trabajos también incluyeron un puente de 60 metros sobre el arroyo Frasquito. Esta obra permite el descongestionamiento del tránsito en Av. Roosevelt, que es la arteria principal de la ciudad de Pando (Esta avenida se corresponde con el antiguo trazado de la ruta 8).

#### Doble vía Pando-Ruta 11
En 2018 fue inaugurada la extensión de la doble vía, en el tramo comprendido entre el bypass de la ciudad de Pando y el intercambiador con la ruta 11. La obra tuvo un coste de25 millones de dólares y consta de dos nuevas vías de circulación de 3.6 metros de ancho cada una, con una banquina interior de un metro y una exterior de dos metros.
Además, se construyó un puente sobre el arroyo Pando, de 166 metros de longitud, una ciclo vía, y un pasaje inferior ferroviario a la altura de Empalme Olmos.